# Indisk røgelsestræ
Indisk røgelsestræ (Boswellia serrata) er en art i planteslægten Boswellia. Fra planten produceres røgelse, der går under handelsnavnet Salai. På sanskrit kaldes den Sallaki og på latin Olibanum Indicum. Planten er hjemmehørende i store dele af Indien og i Punjab, som strækker sig ind i Pakistan.

## Kendetegn
Indisk røgelsestræ er et middelstort til stort, løvfældende træ med en lysåben, udspærret krone og let overhængende grene. Stammen er som regel kort, når træet står lyst, men længere i sluttet skov. Barken er tynd og grågrøn til rødligt askegrå. Det yderste, tynde lag fældes i papirtynde flager. Bladene er spredt stillede, uligefinnede og samlet duskagtigt ved skudspidserne. Småbladene er lancetformede med tandet rand. Oversiden er græsgrøn, mens undersiden er gulligt grågrøn. Høstfarven er gullig til lysebrun. Blomstringen foregår i januar-marts. Blomsterne er samlet i stift oprette aks fra bladhjørnerne nærmest skudspidsen. De enkelte blomster er 5-tallige og regelmæssige med hvide eller lyserøde kronblade. Frugterne er trekantede nødder med tre frø i hver.
Indisk røgelsestræ når en højde på 15 m og en kronebredde på ca. 10 m. Plantens tørrede harpiks indeholder boswelliasyre og andre pentacykliske triterpener. 11-keto-β-boswelliasyre og acetyl-11-keto-β-boswelliasyre er de vigtigste indholdsstoffer i Boswellia serrata.

## Hjemsted
Indisk røgelsestræ er en del af de løvfældende skove på vestiden af Ghatsbjergene i Sydindien. Her vokser arten sammen med bl.a.
Albizzia amara (en art af albizia), Anogeissus latifolia (en art i myrte-ordenen), Chloroxylon swietenia (en art i rude-familien), Diospyros montana (en art i ibenholt-familien), guldregnkassia, Hardwickia binata (en art i ærteblomst-familien), hvid sandeltræ, katekuakacie, kino, Shorea talura (en art i Dipterocarpaceae), sort palisander,
Stereospermum personatum (en art af stueaskslægten),
Terminalia belirica (en art af albizia), Terminalia paniculata (en art af albizia) og Terminalia tomentosa (tre arter i myrte-ordenen)

## Lægemiddel
Udtræk af Boswellia serrata er blevet klinisk undersøgt for slidgigt og ledfunktion, specielt ledgigt i knæene, og undersøgelsen viser en let forbedring både over for smerter og ledfunktionen i sammenligning med en placebo. Desuden har man fundet positive virkninger af Boswellia ved kroniske betændelsessygdomme, heriblandt leddegigt, astma, slidgigt, blødende tyktarmsbetændelse og Crohns sygdom..

## Galleri
|  |  |  |
|  |  |  |